# Lotnicze i morskie działania poszukiwawczo-ratownicze

Flaga Polskiej Morskiej Służby Poszukiwania i Ratownictwa (MSPiR)

Lotnicze i morskie działania poszukiwawczo-ratownicze (AMSAR) – bezpłatne ratowanie życia lub zdrowia pasażerów i załóg jednostek pływających, a także innych ludzi w niebezpieczeństwie, w tym znajdujących się blisko brzegu (w odległości kilkuset metrów).
Pomoc udzielana jest przy użyciu śmigłowca, statku ratowniczego lub łodzi ratowniczej, dostarczonej w pobliże miejsca katastrofy drogą lądową, samochodów-amfibii, lub przez założenie systemu lin, ułatwiającego ewakuację osób z wysztrandowanego statku.
Międzynarodowym znakiem ratownictwa morskiego jest czerwony krzyż maltański na białym tle.

## Polska
W Polsce ratowaniem ludzi na morzu zajmują się przede wszystkim dwie instytucje państwowe zwane łącznie Służbą SAR:
- Morska Służba Poszukiwania i Ratownictwa
- Brygada Lotnictwa Marynarki Wojennej.

Służba SAR w celu prowadzenia akcji ratowniczych ma do dyspozycji statki ratownicze typów SAR 1500, R17 oraz R27. Ponadto brzegowe stacje ratownictwa morskiego wyposażone są w samochody terenowe ciągnące hybrydowe łodzie ratownicze (ang. RIB, rigid-inflatable boat). W celu prowadzenia akcji zwalczania zagrożeń i zanieczyszczeń na morzu przygotowane są dwa statki – MS „Kapitan Poinc" oraz MS „Czesław 2". Brygada Lotnictwa Marynarki Wojennej posiada na potrzeby SAR dwa typy śmigłowców ratowniczych przystosowanych do pracy na morzu, PZL W-3RM Anakonda oraz Mi-14PS.
Dodatkowo Marynarka Wojenna posiada okręty ratownicze na potrzeby swoich działań, a Morski Oddział Straży Granicznej wyposażony jest w statki typu SAR 1500, które również mogą być skierowane w rejon akcji ratowniczych na morzu.

## Galeria

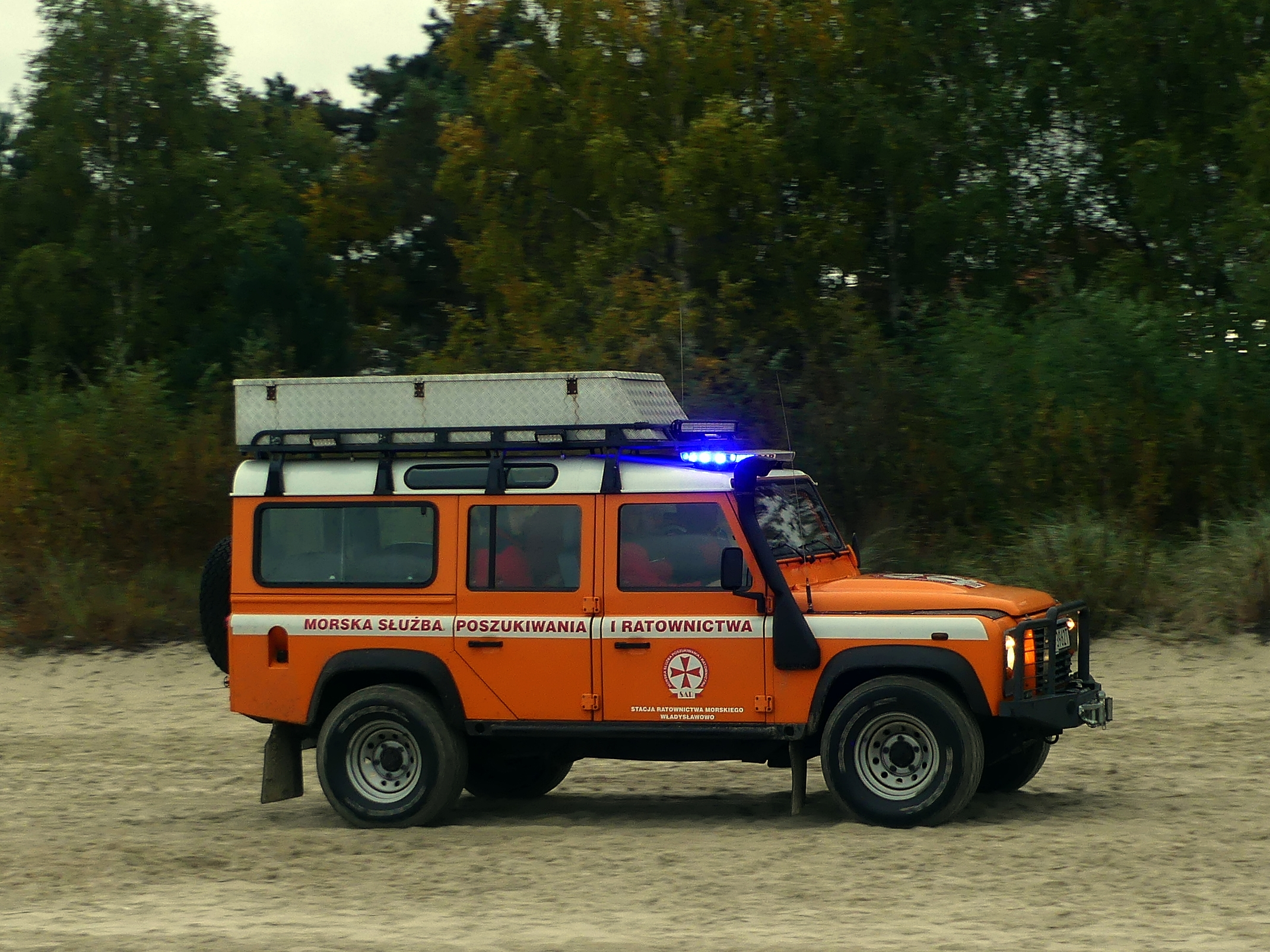
Patrol Morskiej Służby Poszukiwań i Ratownictwa (SAR) na plaży w Sopocie
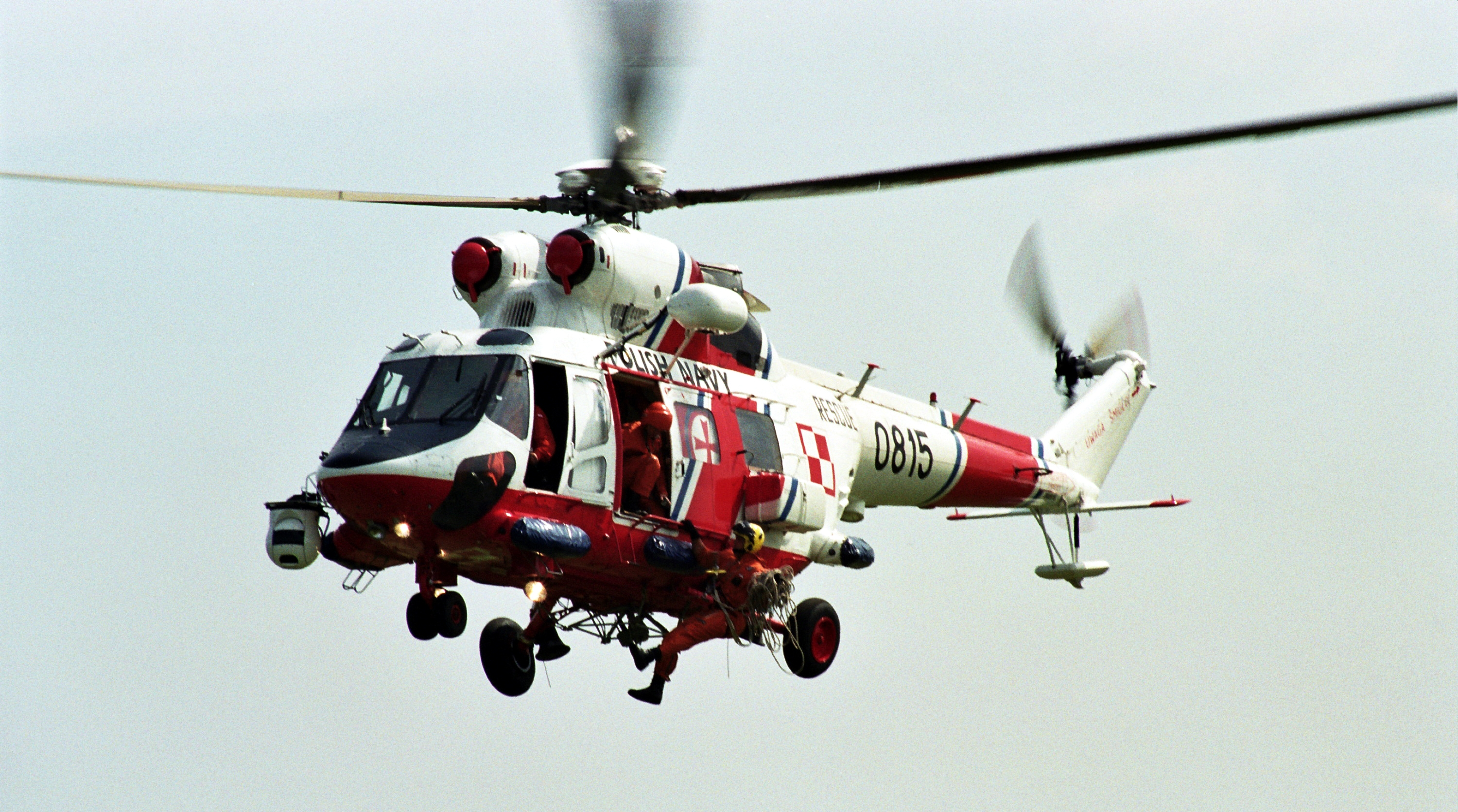
Polski wojskowy śmigłowiec ratowniczy W-3 WARM Anakonda Lotnictwa Marynarki Wojennej
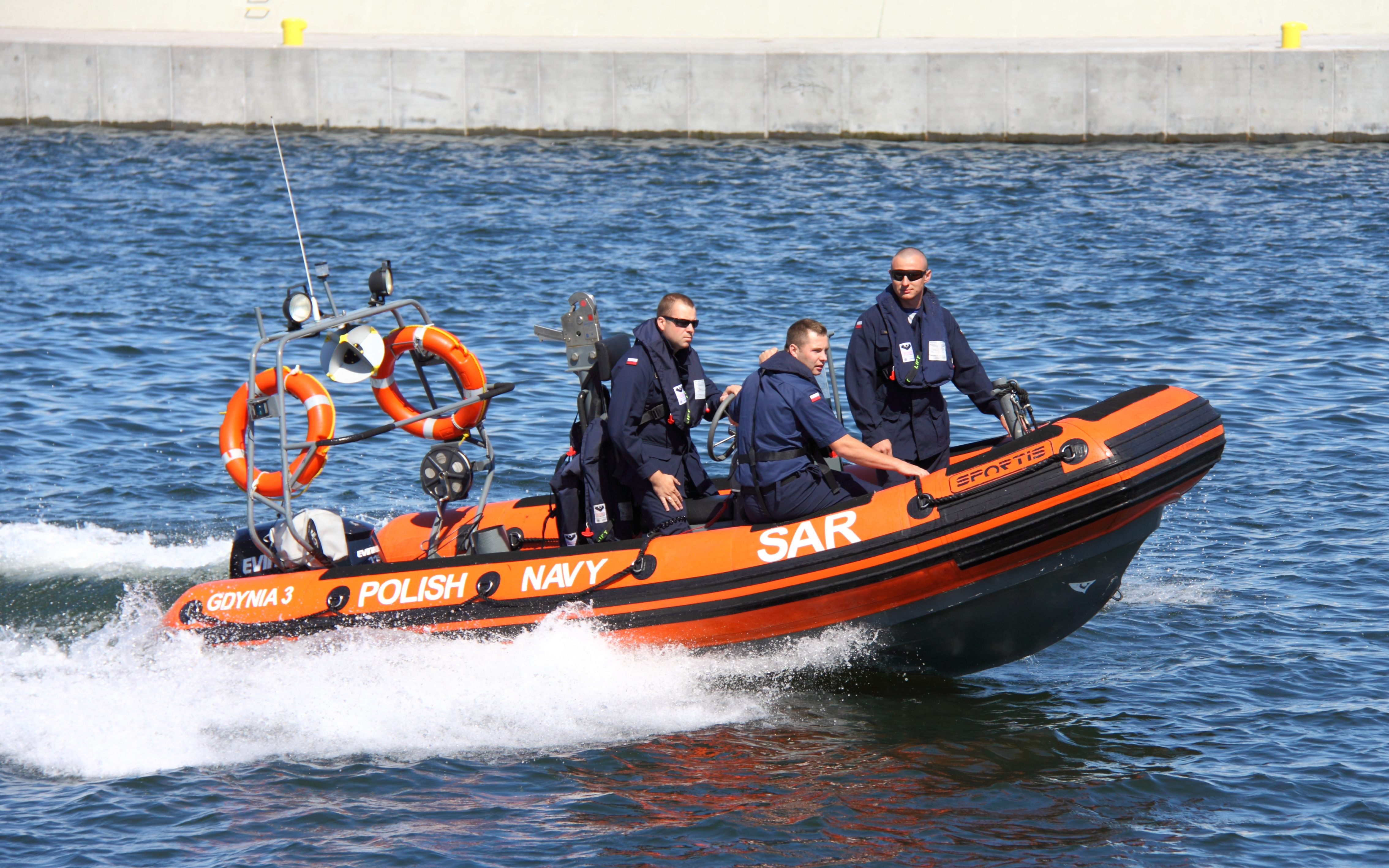
Szybka łódź ratownicza morskiej służby SAR w Gdyni
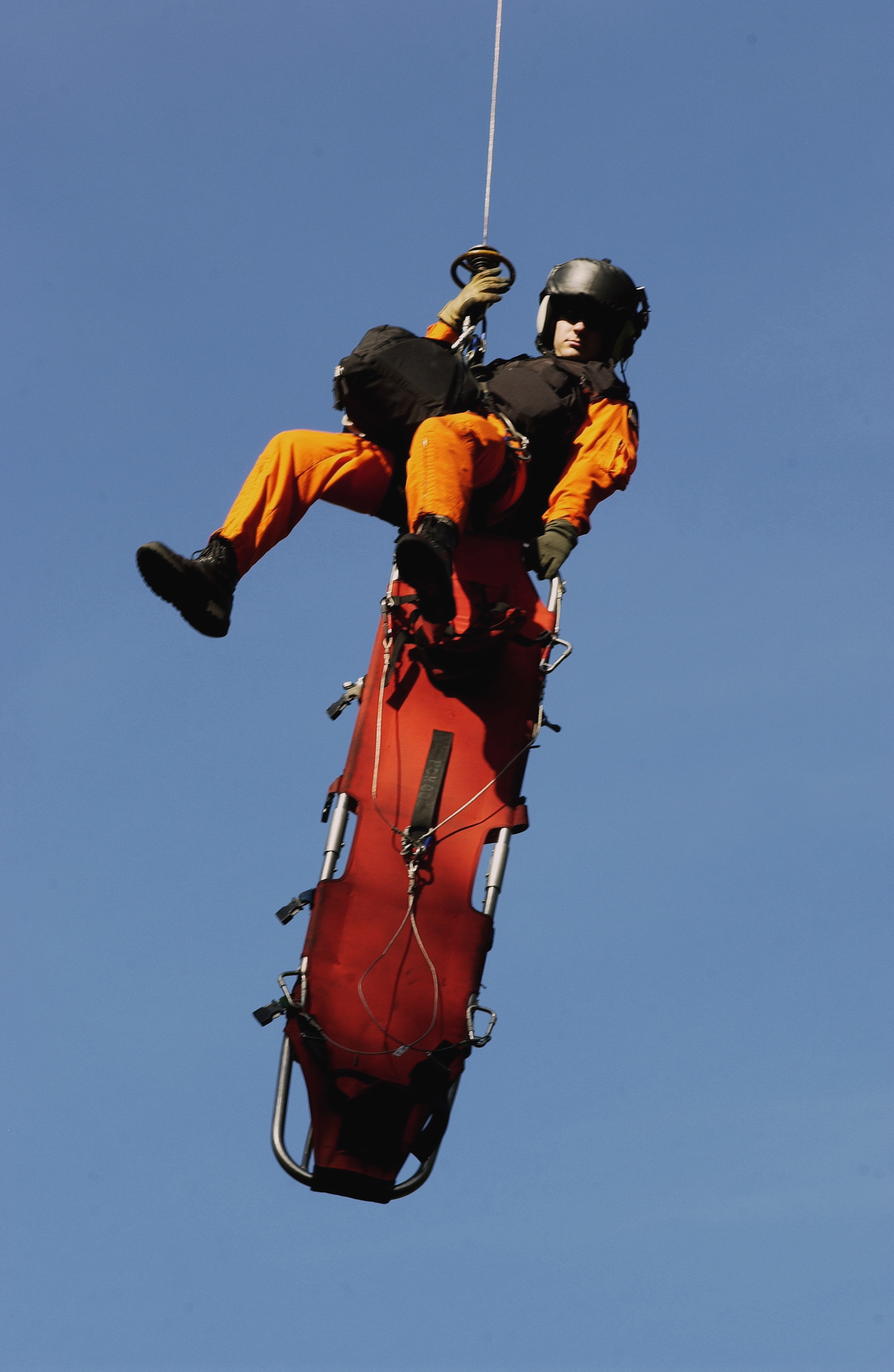
Ratownik AMSAR Marynarki Wojennej USA
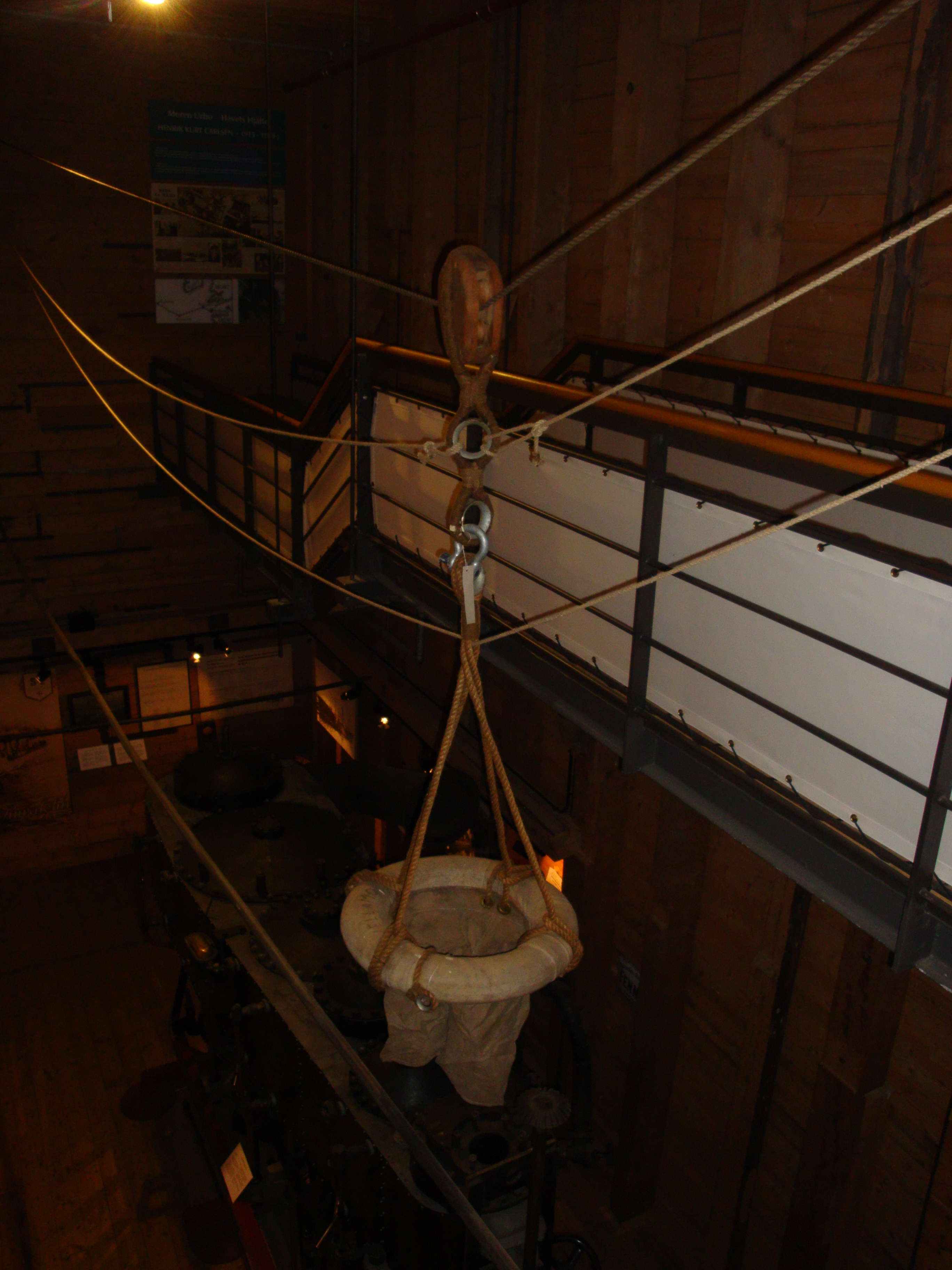
Spodnie ratunkowe do ewakuacji ludzi z wysztrandowanego statku, muzeum morskie „Forum Merinum" w Turku w Finlandii